# HMS Altair (T108)
HMS Altair (T108) var en svensk torpedbåt av Plejad-klass som sjösattes 1956. Utrangerades 1977 och såldes tillsammans med HMS Antares (T109) till en privat köpare i Ronneby.